# Anosia abigar
Anosia abigar är en fjärilsart som beskrevs av Johann Friedrich von Eschscholtz 1821. Anosia abigar ingår i släktet Anosia och familjen praktfjärilar. Inga underarter finns listade i Catalogue of Life.